# Śląska kustodia franciszkanów
Śląska kustodia franciszkanów − istniejąca w latach 1525–1754 kustodia obserwantów (od 1660 r. reformatów) wchodząca w skład czeskiej prowincji św Wacława. 
W 1754 r. na żądanie władz pruskich została odłączona od prowincji macierzystej i przekształcona w samdzielną prowincję. Skasowana w 1810 r. przez rząd pruski.